# Yale Divinity School
Yale Divinity School é a escola de teologia da Universidade de Yale, em New Haven, Connecticut, preparando os alunos para o ordenado ou ministério leigo, ou pelas vocações acadêmicas. A escola concede ao Mestre em Divindade (M.Div.) Grau de graduados que buscam a ordenação, eo Master of Arts em Religião (M.A.R.) e Mestre de Sagrada Teologia (S.T.M.) graus para os graduados que se preparam para carreiras acadêmicas.
Educação teológica Congregacionalista foi a motivação para a fundação de Yale, ea escola profissional tem suas raízes em um departamento Teológico estabelecido em 1822. A escola tinha mantido seu próprio campus, corpo docente e programa de graduação desde 1869, e tem se tornou mais ecumênico início em meados do século 19. Desde a década de 1970 foi filiado ao Episcopal Berkeley Divinity School e passou a abrigar o Instituto de Música Sacra, que oferece programas de graduação separadas.

## História

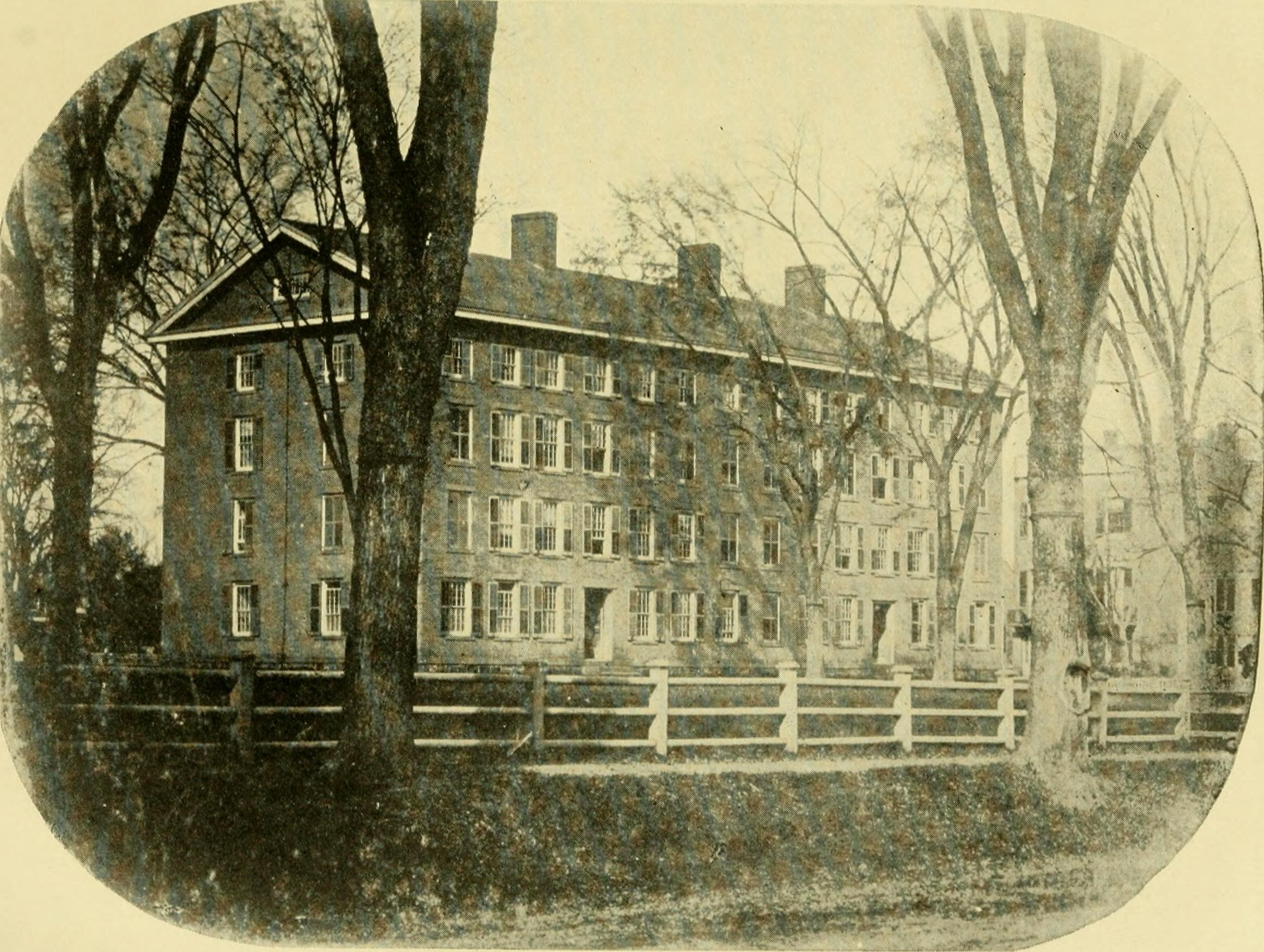
A Divindade dormitório da Faculdade no Antigo Campus, concluída em 1836

Foi o primeiro curso acadêmico a finalidade de Educação teológica  da Universidade de Yale. Quando Yale College foi fundada em 1701, foi como uma faculdade de formação religiosa para Congregationalist ministros em Connecticut, designado na carta como uma escola ", em que Jovens possam ser instruídos nas Artes E Ciências, que através da bênção de Deus todo-Poderoso pode ser equipado para o Pública de emprego, tanto na Igreja como no Civil E Estado." Professor de divindade foi fundada em 1746. Em 1817, o ocupante da divindade cadeira, Eleazar, T. Fitch, apoiado a um pedido de estudante para dotar um currículo teológico, e cinco anos mais tarde, um separado Teológica Departamento desenvolvido foi estabelecido pela Yale Corporation. No mesmo movimento, Segundo Grande Despertamento teólogo Nathaniel William Taylor foi nomeado para ser o primeiro Dwight Professor de Didática Teologia. Taylor foi considerado como a "figura central" na escola da fundação, e ele juntou-se, em 1826, por Josiah Willard Gibbs, Sr., um estudioso da sagrada línguas e lexicógrafo Chauncey A. Goodrich , em 1839. Um dedicado estudante de dormitório, Divinity College, foi concluído no colégio do Antigo Campus , em 1836, mas o departamento não tinha permanentes salas de aula ou escritórios até vários anos após o fim da Guerra Civil Americana.

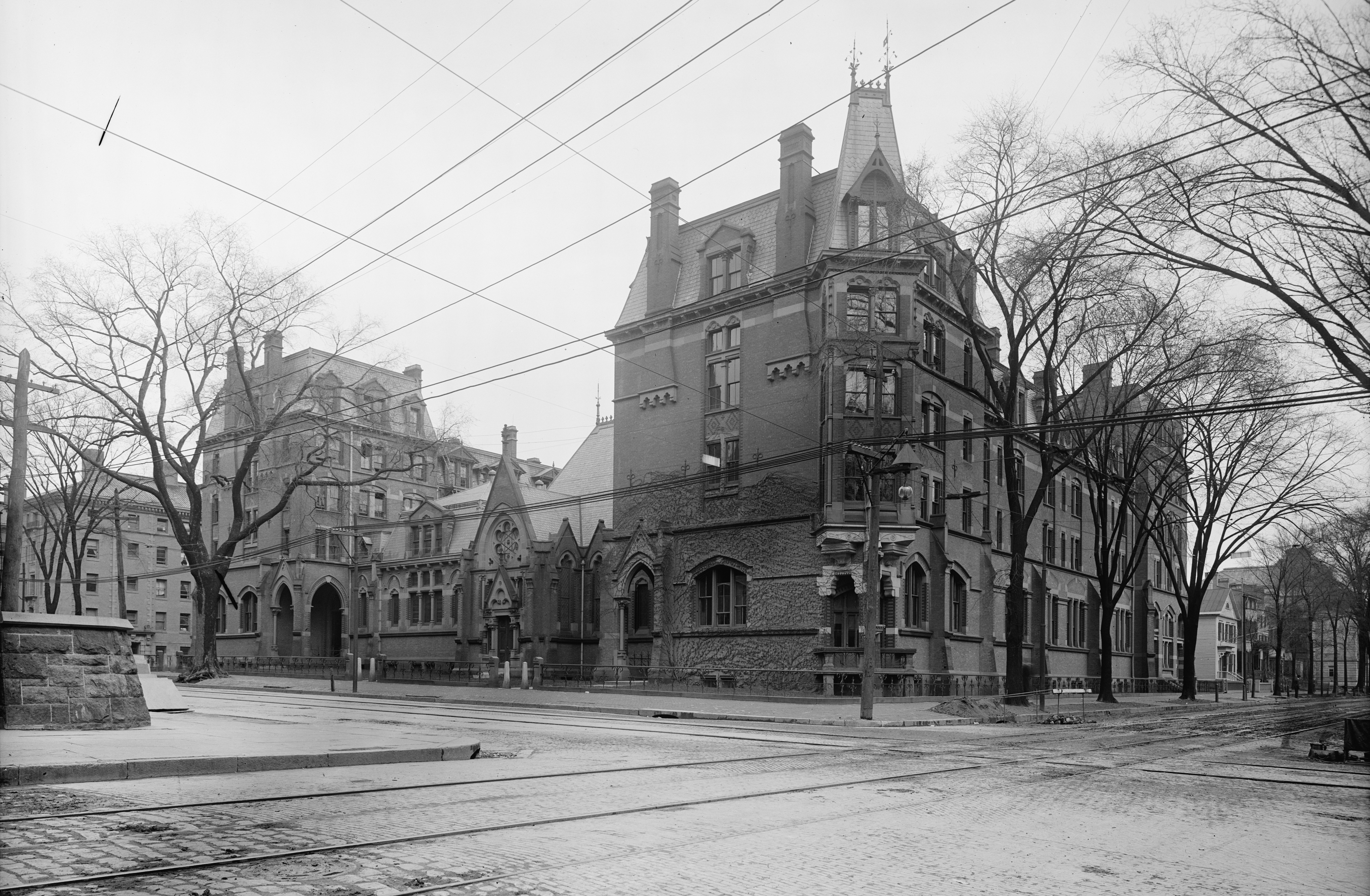
Divindade Hall, ocupada a partir de 1870 a 1931, vista a partir do Novo Paraíso Verde.

Depois de um período significativo de declínio de inscrição, a escola começou a angariação de fundos de ex-alunos para o novo corpo docente e instalações. a Divindade edifício foi construído no local de Calhoun Faculdade entre 1869 e 1871, com duas salas de aula asas, uma capela. Todo o tempo do novo campus de construção chegou a chegada de novos professores, incluindo James M. Hoppin, George Edward Dia, George Parque de Fisher, e Leonard Bacon. O primeiro Bacharel em Divindade (B. D.) foi conferido, em 1867, e o departamento tornou-se separado da Escola de Divindade, em 1869. A escola é mantida através do Antigo Campus até 1929, quando um novo campus foi construído na margem norte do campus da universidade, no topo da Prospect Hill.
Berkeley Escola de Divindade de afiliado com a universidade de Yale Divinity School, em 1971, e no mesmo ano, a universidade substituído B. D. com um Mestrado em Divindade programa. Enquanto Berkeley mantém a sua Igreja Episcopal de conexão, seus estudantes são admitidos por e totalmente inscritos como membros de Yale Divinity School. Jonathan Edwards Center na Universidade de Yale, uma divisão da Escola de Divindade, mantém uma grande coleção de materiais de fonte primária sobre Jonathan Edwards, um 1720 Yale aluno. A Yale Instituto de Música Sacra (ISM) é co-afiliados com o Divinity School e Escola de Música. Oferece programas de regência coral, órgão desempenho, a voz e a música na igreja de estudos, e litúrgica estudos e a religião e as artes.

## Campus

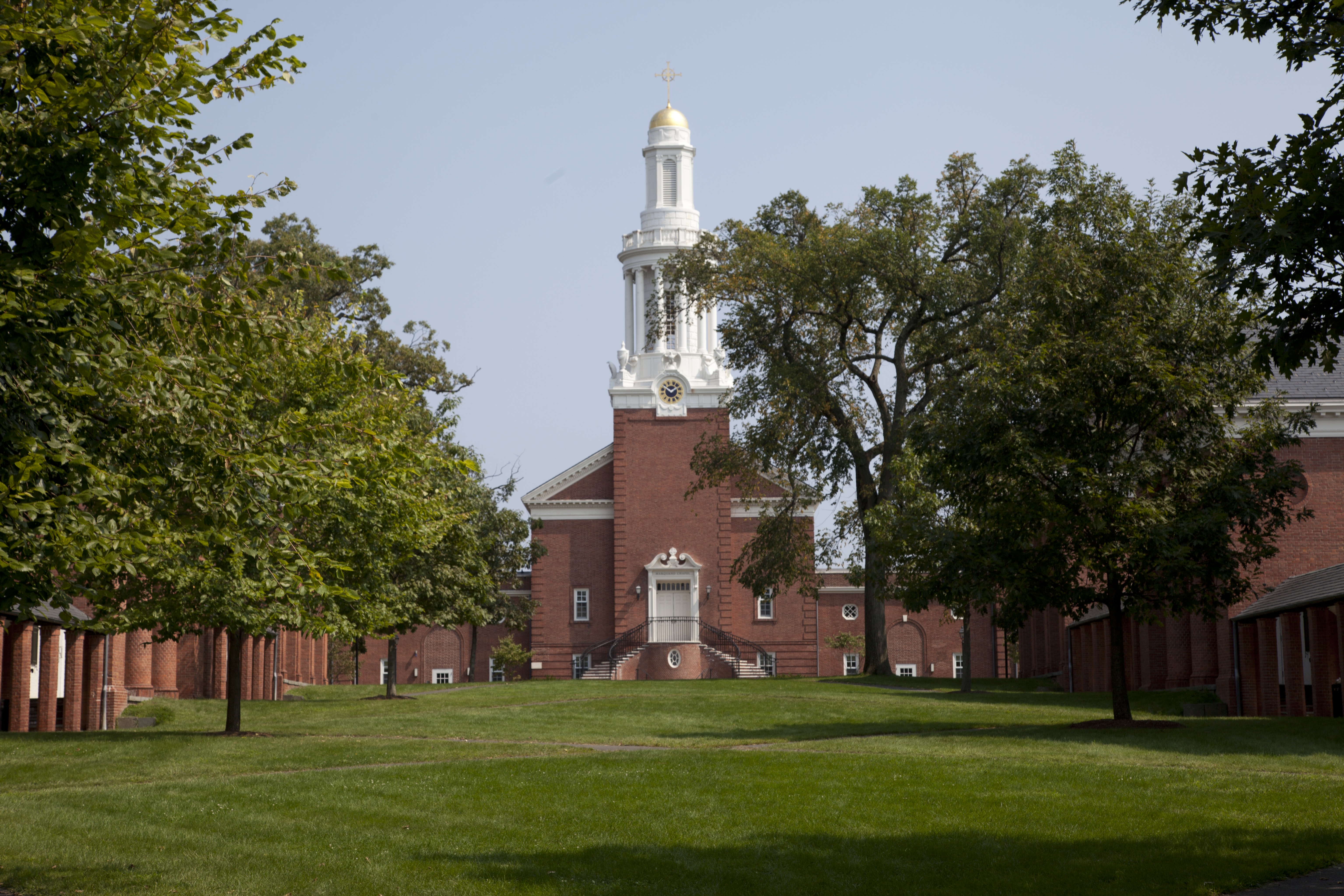
Sterling Divindade Quadrado, campus de Yale Divinity School

Quando o departamento foi organizado como uma escola em 1869, foi transferido para um campus através do canto noroeste da cidade de New Haven Verde composta de Leste Divindade Hall (1869), Marquand Capela (1871), a Oeste Divindade Hall (1871), e o Trowbridge Biblioteca (1881). Os edifícios, desenhado por Richard Morris Hunt, foram demolidas sob o colégio residencial plano e substituído por Calhoun Faculdade.
Em 1929, o conselho de curadores da propriedade do advogado John William Sterling acordado que uma parte de sua herança para Yale seria usado para construir um novo campus para a Escola de Divindade. O Sterling Divindade Quadrado, concluída em 1932, é um georgianoestilo complexo, construído no topo de Prospect Hill. Ele foi projetado por Delano & Aldrich e modelado, em parte, da Universidade de Virgínia.
Us $49 milhões de renovação de Sterling Divindade Quadrado foi concluído em 2003.

## Ex-alunos Notáveis
- Diogenes Allen
- Ian Barbour
- Gregory A. Boyd
- Frederick Buechner
- Will D. Campbell
- William Ragsdale Cannon (Bachelor of Divinity, 1940; Ph.D., 1942), Professor and Dean, Candler School of Theology, Emory University; Bishop of the United Methodist Church
- Donald Eric Capps, (B.D., 1963; S.T.M., 1965), scholar of Pastoral Theology
- Roy Clyde Clark, a Bishop of the United Methodist Church
- William Sloane Coffin
- Chris Coons, United States Senator from Delaware
- Harvey Cox (B.D. 1955), theologian and Hollis Professor of Divinity at Harvard Divinity School (1965–2009)
- Raymond Culver, president of Shimer College[6]
- Michael Curry (bishop), Presiding Bishop of the Episcopal Church (United States)
- John Danforth, former United States Senator from Missouri
- Walter Fauntroy, Founding Member - Congressional Black Caucus
- David F. Ford, Regius Professor of Divinity at the University of Cambridge since 1991[7]
- Paul Vernon Galloway, a Bishop of The Methodist Church
- Leroy Gilbert
- Gary Hart
- Stanley Hauerwas (B.D., 1965)
- Richard B. Hays
- Sen Katayama
- Ernest W. Lefever (1919–2009), foreign affairs expert and founder of the Ethics and Public Policy Center.[8]
- Candida Moss
- Otis Moss III Pastor of Trinity Church, Chicago
- Richard T. Nolan
- Douglas Oldenburg, President Emeritus at Columbia Theological Seminary and the former moderator of the 210th General Assembly of the Presbyterian Church (USA).
- William H. Poteat
- Clark V. Poling
- Peter L. Pond (1933–2000), human rights activist and philanthropist who adopted 16 Cambodian orphans.[9]
- Adam Clayton Powell, Sr.
- George Rupp
- Father V.C. Samuel
- Ron Sider
- John Silber
- John Shelby Spong
- Amos Alonzo Stagg
- Barbara Brown Taylor
- Roy M. Terry
- Krista Tippett
- R. A. Torrey
- John W. Traphagan, professor of Religious Studies and Anthropology, University of Texas at Austin
- Chester Wickwire
- Parker T. Williamson
- William Willimon

## Notáveis professores

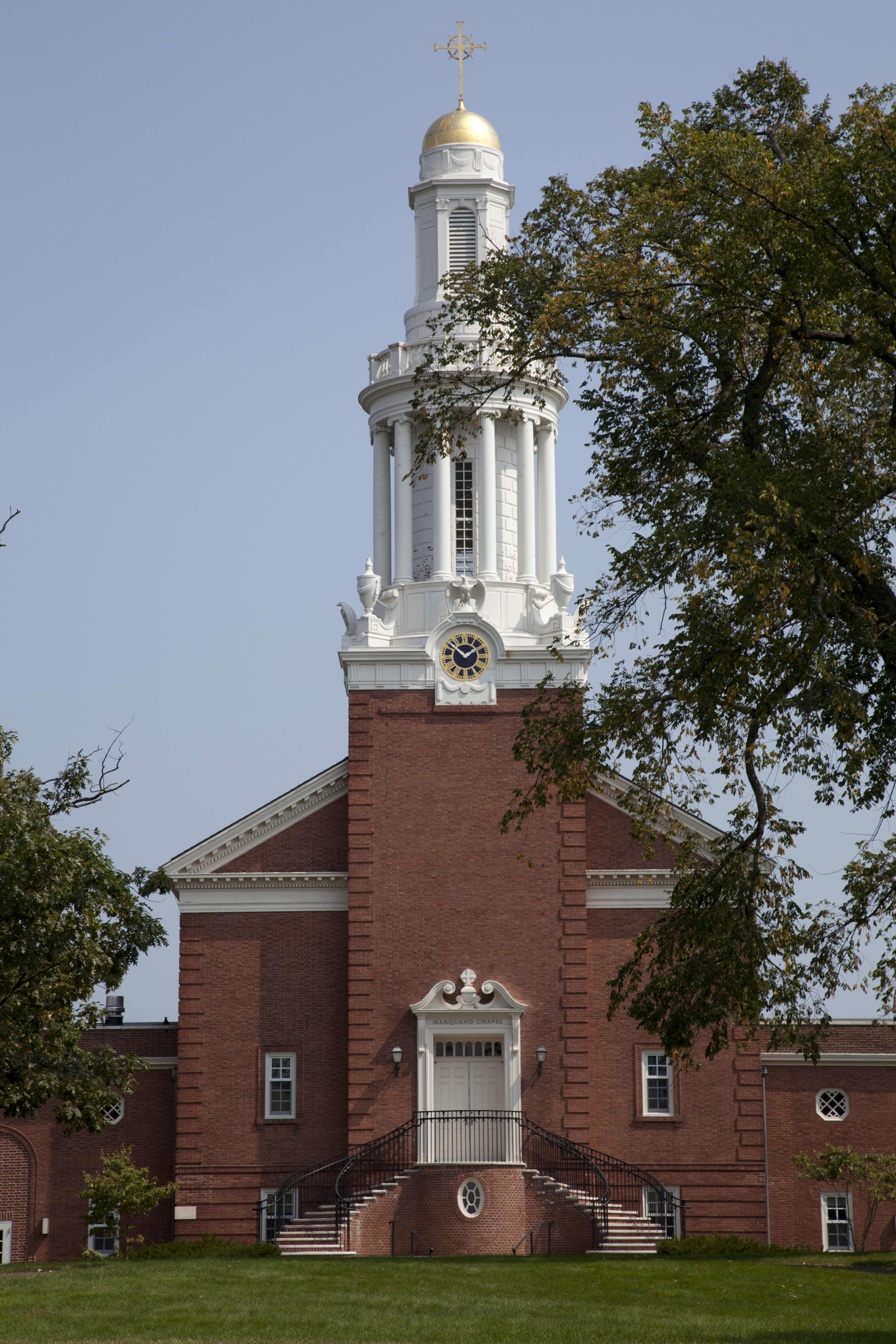
Capela Marquand na Sterling Divindade Quadrado

- Harold W. Attridge, (Reitor) 2002-201

Roland Bainton
- Lyman Beecher
- Brevard Childs
- Rebecca Chopp (Reitor)
- John J. Collins, 2000–
- Adela Yarbro Collins, 2000-2015
- Jerome Davis
- Margaret Farley
- George Park Fisher
- Hans Wilhelm Frei

Paul L. Holmer
- Serena Jones
- David Kelsey
- Kenneth Scott Latourette
- George Lindbeck
- Sallie McFague
- Douglas Clyde Macintosh
- Reinhold Niebuhr
- H. Richard Niebuhr
- Henri Nouwen, 1971-1981
- Liston Papa (Reitor)
- Letty M. Russell (1974-2001)
- Miroslav Volf

## Referencias
1. ↑  «YDS at a Glance». Yale Divinity School. Consultado em 9 de março de 2014. Arquivado do original em 10 de março de 2014
2. 1 2  A General Catalogue of the Divinity School of Yale College: A Brief Biographical Record of Its Members in The First Half Century of Its Existence as A Distinct Department. New Haven: Tuttle, Morehouse, & Taylor. 1873
3. 1 2 3 4 5  «Yale Divinity School Milestones, 1822-2012». Yale University Library. 23 de outubro de 2012. Consultado em 16 de novembro de 2015
4. ↑  «Yale's Lost Landmarks: Divinity Hall, Yale Alumni Magazine». Consultado em 26 de julho de 2016. Arquivado do original em 5 de outubro de 2007
5. ↑  Bedford, Steven (1998). John Russell Popoe: Architect of Empire. New York: Random House. pp. 166–168. ISBN 9780847820863
6. ↑  «Raymond Benjamin Culver». 1937-1938 Obituary Record of Graduates of Yale University (PDF). [S.l.]: Yale University. 1938. pp. 137–138
7. ↑  «Faculty Members: Professor David Ford». University of Cambridge. 2011. Consultado em 23 de maio de 2011. Arquivado do original em 24 de agosto de 2011
8. ↑  Bernstein, Adam.
9. ↑  Mooney, Tom, "Peter Pond's War," Providence Journal, Oct 15, 1989 p.